# Lorenzo Crasso
Lorenzo Crasso, Barone di Pianura (* 10. August 1623 in Neapel; † 27. April 1691 ebenda) war ein italienischer Renaissance-Humanist, Schriftsteller und Rechtsgelehrter.

## Leben
Lorenzo Crasso lebte in seinem Geburtsort Neapel, wo er als Jurist, Literarhistoriker und Schriftsteller wirkte. Er war Mitglied in der dortigen Accademia degli Oziosi. In seinem Haus in der Vicolo S. Paolo hatte er eine bedeutende Bibliothek, die unter anderem Manuskripte des von ihm verehrten Giambattista Marino enthielt, welche aber nicht erhalten geblieben sind. 
1655 erschien Crassos erstes Werk, die Brief-Anthologie Epistole heroiche im Stil Ovids. Im Jahr darauf veröffentlichte er die Biographien-Sammlung Elogii degli huomini letterati, von der 1666 und 1683 weitere Auflagen herauskamen. Obwohl sich Crasso hauptsächlich den Biografien von Schriftstellern widmete, porträtiert er in Elogii auch einige Naturforscher und Ärzte, wie Nikolaus Kopernikus, Franciscus Maurolicus, Gerolamo Cardano, Paracelsus und Johan Baptista van Helmont. Zunächst erfolgreich, nahm die Bedeutung seiner Biographien-Sammlung aber wohl bereits im 18. Jahrhundert ab, so stufte ihn 1750 Christian Gottlieb Jöcher abwertend als „mehr einen Panegyristen als Historicum“ ein.
In seinen letzten historisch-biographischen Werken Istoria de’ Poeti Greci e di que’ che ’n Greca Lingua han poetato (1678) und Elogi di capitani illustri (1683) thematisierte Crasso die Geschichte der griechischen Dichter bzw. bekannter Kapitäne. Er starb 1691 in Neapel.

## Werke
- Lorenzo Crasso: Epistole heroiche. Baba, Venedig 1655 (Google Books).
- Lorenzo Crasso: Elogj d’huomini letterati. Band 1. Combi e la Noù, Venedig 1666 (Google Books).
- Lorenzo Crasso: Elogj d’huomini letterati. Band 2. Combi e la Noù, Venedig 1666 (Google Books).
- Lorenzo Crasso: Istoria de’ Poeti Greci e di que’ che ’n Greca Lingua han poetato. Antonio Bulifon, Neapel 1678 (Google Books).
- Lorenzo Crasso: Elogj di capitani illustri. Combi e la Noù, Venedig 1683 (Google Books).